# Universiade 2009/Deutschland
Deutschland bei der Universiade 2009
An der Winter-Universiade 2009 im Februar 2009 in Harbin nahmen 22 Aktive, unter ihnen 14 Bundeskaderathleten teil. Die deutschen Studierenden gingen in den Sportarten Eisschnelllauf, Eiskunstlauf, Eistanz, Nordische Kombination, Biathlon, Skisprung, Skicross und Snowboard an den Start. Begleitet wurde die adh-Delegation von einem 17-köpfigen Betreuerteam, das medizinisches Personal, Trainer, Servicekräfte, und Kampfrichter sowie die Delegationsleiter Nico Sperle (adh-Vorstandsvorsitzender) und Roland Joachim (adh-Vorstand Finanzen) umfasste. Darüber hinaus waren sechs deutsche Teammitglieder als Vertreter des Weltverbands FISU in Harbin im Einsatz. Mit einer Gold-, zwei Silber- und drei Bronzemedaillen kam das deutsche Team auf den 14. Platz der Nationenwertung. Den einzigen Sieg holte Steffen Tepel (Universität Konstanz) in der Nordischen Kombination. Silber ging unter anderem an Andreas Tischendorf (Fachhochschule Ansbach) im Skicross und Bronze an Franziska Hildebrand (Fachhochschule Ansbach) im Biathlon.
An der Sommer-Universiade 2009 vom 1. bis 12. Juli 2009 in Belgrad nahmen 114 deutsche Sportler teil die durch den Allgemeinen Deutschen Hochschulsportverband (adh) nominiert wurden. Sie waren in elf von insgesamt 15 Sportarten vertreten. Dazu zählten: Basketball (Männer), Fechten, Fußball (Frauen), Judo, Leichtathletik, Schwimmen, Taekwondo, Tennis, Tischtennis, Volleyball (Männer) und Wasserspringen. 78 % der Athleten erreichen die Plätze eins bis zwölf. Mit drei Gold-, drei Silber- und elf Bronzemedaillen erzielten die Aktiven Platz elf im internationalen Ranking.